# Bahnstrecke Celle–Soltau
| HVLE V330.2 mit Splitt-Leerzug bei Klein Amerika (2015) |                                                                  |                                                           |                                                           |
| Streckennummer (DB): | 9170                                                             |                                                           |                                                           |
| Kursbuchstrecke (DB): | 159 (1976)                                                       |                                                           |                                                           |
| Kursbuchstrecke: | 189w (1934) 189v (Celle Vorstadt – Celle Stadt 1934) 211f (1946) |                                                           |                                                           |
| Streckenlänge: | 58,9 km                                                          |                                                           |                                                           |
| Spurweite: | 1435 mm (Normalspur)                                             |                                                           |                                                           |
| Streckengeschwindigkeit: | 50 km/h                                                          |                                                           |                                                           |
| |                                                                  |                                                           |                                                           |
| \| \| \| ehem. von Neuenkirchen \| \| \| \| 58,9 \| Soltau (Han) Süd (ehem. Bahnsteigbereich, PV eingestellt) \| Soltau (Han) Süd (ehem. Bahnsteigbereich, PV eingestellt) \| \| \| \| vom Bahnhof Soltau (Han) \| \| \| \| \| Soltau (Han) Süd \| 61,46 m \| \| \| \| nach Lüneburg \| \| \| \| 55,2 \| Bassel \| 60,85 m \| \| \| \| A 7 \| \| \| \| 52,1 \| Lührsbockel \| 75,73 m \| \| \| \| Neubaustrecke Hannover–Hamburg (geplant) \| \| \| \| 47,3 \| Wietzendorf \| 67,52 m \| \| \| 45,2 \| Klein Amerika \| Klein Amerika \| \| \| 41,0 \| Becklingen \| 77,16 m \| \| \| 38,6 \| Wardböhmen \| 79,66 m \| \| \| 36,6 \| Bleckmar \| 69,33 m \| \| \| 32,8 \| Bergen (b Celle) Nord \| Bergen (b Celle) Nord \| \| \| 32,5 \| Bergen (b Celle) \| 78,91 m \| \| \| \| von Bergen (b Celle) Lagerbahnhof \| \| \| \| 31,3 \| Bergen Ost \| 81,26 m \| \| \| 30,6 \| Wohlde \| 77,59 m \| \| \| 29,4 \| Dohnsen \| 72,72 m \| \| \| 26,7 \| Beckedorf \| 60,54 m \| \| \| \| nach Munster \| \| \| \| 23,1 \| Diesten \| 62,26 m \| \| \| 20,7 \| Sülze (Han) \| 51,74 m \| \| \| \| Örtze \| \| \| \| 18,5 \| Eversen \| 46,26 m \| \| \| 16,5 \| Altensalzkoth \| 47,30 m \| \| \| 12,2 \| Hustedt \| 59,56 m \| \| \| 11,0 \| Klosterforst Hustedt \| Klosterforst Hustedt \| \| \| \| Anschluss Kaserne \| \| \| \| 8,8 \| Scheuen \| 55,71 m \| \| \| \| ehem. Verbindung nach Garßen \| bis 1910 \| \| \| \| von Hamburg \| \| \| \| 5,7 \| Silbersee in den 1950er Jahren \| Silbersee in den 1950er Jahren \| \| \| 5,4 \| Vorwerk \| 53,91 m \| \| \| \| von Wittingen \| \| \| \| 2,0 \| Celle Vorstadt \| 52,29 m \| \| \| 0,0 \| Celle Nord \| 37,52 m \| \| \| \| nach Celle Pbf \| \| \| \| \| \| \| \| Quellen: [1][2] \| \| \| \| |                                                                  |                                                           |                                                           |
| Strecke (außer Betrieb) |                                                                  | ehem. von Neuenkirchen                                    | ehem. von Neuenkirchen                                    |
| Betriebs-/Güterbahnhof Strecke bis hier außer Betrieb | 58,9                                                             | Soltau (Han) Süd (ehem. Bahnsteigbereich, PV eingestellt) | Soltau (Han) Süd (ehem. Bahnsteigbereich, PV eingestellt) |
| Abzweig geradeaus und von links |                                                                  | vom Bahnhof Soltau (Han)                                  | vom Bahnhof Soltau (Han)                                  |
| Dienststation / Betriebs- oder Güterbahnhof |                                                                  | Soltau (Han) Süd                                          | 61,46 m                                                   |
| Abzweig geradeaus und nach links |                                                                  | nach Lüneburg                                             | nach Lüneburg                                             |
| Haltepunkt / Haltestelle | 55,2                                                             | Bassel                                                    | 60,85 m                                                   |
| Strecke mit Straßenbrücke |                                                                  | A 7                                                       | A 7                                                       |
| Bahnhof | 52,1                                                             | Lührsbockel                                               | 75,73 m                                                   |
| Kreuzung geradeaus unten (Querstrecke außer Betrieb) |                                                                  | Neubaustrecke Hannover–Hamburg (geplant)                  | Neubaustrecke Hannover–Hamburg (geplant)                  |
| Bahnhof | 47,3                                                             | Wietzendorf                                               | 67,52 m                                                   |
| ehemaliger Haltepunkt / Haltestelle | 45,2                                                             | Klein Amerika                                             | Klein Amerika                                             |
| Haltepunkt / Haltestelle | 41,0                                                             | Becklingen                                                | 77,16 m                                                   |
| Bahnhof | 38,6                                                             | Wardböhmen                                                | 79,66 m                                                   |
| ehemaliger Bahnhof | 36,6                                                             | Bleckmar                                                  | 69,33 m                                                   |
| Bahnhof | 32,8                                                             | Bergen (b Celle) Nord                                     | Bergen (b Celle) Nord                                     |
| Haltepunkt / Haltestelle | 32,5                                                             | Bergen (b Celle)                                          | 78,91 m                                                   |
| Abzweig geradeaus und von rechts |                                                                  | von Bergen (b Celle) Lagerbahnhof                         | von Bergen (b Celle) Lagerbahnhof                         |
| Bahnhof | 31,3                                                             | Bergen Ost                                                | 81,26 m                                                   |
| Haltepunkt / Haltestelle | 30,6                                                             | Wohlde                                                    | 77,59 m                                                   |
| Haltepunkt / Haltestelle | 29,4                                                             | Dohnsen                                                   | 72,72 m                                                   |
| Bahnhof | 26,7                                                             | Beckedorf                                                 | 60,54 m                                                   |
| Abzweig geradeaus und nach links |                                                                  | nach Munster                                              | nach Munster                                              |
| ehemaliger Haltepunkt / Haltestelle | 23,1                                                             | Diesten                                                   | 62,26 m                                                   |
| Bahnhof | 20,7                                                             | Sülze (Han)                                               | 51,74 m                                                   |
| Brücke über Wasserlauf |                                                                  | Örtze                                                     | Örtze                                                     |
| Bahnhof | 18,5                                                             | Eversen                                                   | 46,26 m                                                   |
| Bahnhof | 16,5                                                             | Altensalzkoth                                             | 47,30 m                                                   |
| ehemaliger Bahnhof | 12,2                                                             | Hustedt                                                   | 59,56 m                                                   |
| ehemaliger Haltepunkt / Haltestelle | 11,0                                                             | Klosterforst Hustedt                                      | Klosterforst Hustedt                                      |
| Verschwenkung nach links · Strecke nach halbrechts und von links |                                                                  | Anschluss Kaserne                                         | Anschluss Kaserne                                         |
| Bahnhof | 8,8                                                              | Scheuen                                                   | 55,71 m                                                   |
| Abzweig geradeaus, ehemals nach links und ehemals von links |                                                                  | ehem. Verbindung nach Garßen                              | bis 1910                                                  |
| Kreuzung geradeaus oben |                                                                  | von Hamburg                                               | von Hamburg                                               |
| ehemaliger Haltepunkt / Haltestelle | 5,7                                                              | Silbersee in den 1950er Jahren                            | Silbersee in den 1950er Jahren                            |
| Haltepunkt / Haltestelle | 5,4                                                              | Vorwerk                                                   | 53,91 m                                                   |
| Abzweig geradeaus und von links |                                                                  | von Wittingen                                             | von Wittingen                                             |
| Bahnhof | 2,0                                                              | Celle Vorstadt                                            | 52,29 m                                                   |
| Bahnhof | 0,0                                                              | Celle Nord                                                | 37,52 m                                                   |
| Verschwenkung nach links · Verschwenkung nach rechts |                                                                  | nach Celle Pbf                                            | nach Celle Pbf                                            |
| |                                                                  |                                                           |                                                           |
| Quellen: |                                                                  |                                                           |                                                           |

Die normalspurige Bahnstrecke Celle–Soltau befindet sich in Niedersachsen. Sie gehört der Schieneninfrastruktur Ost-Niedersachsen GmbH, bis 2021 wurde sie von den Osthannoverschen Eisenbahnen betrieben.

## Geschichte

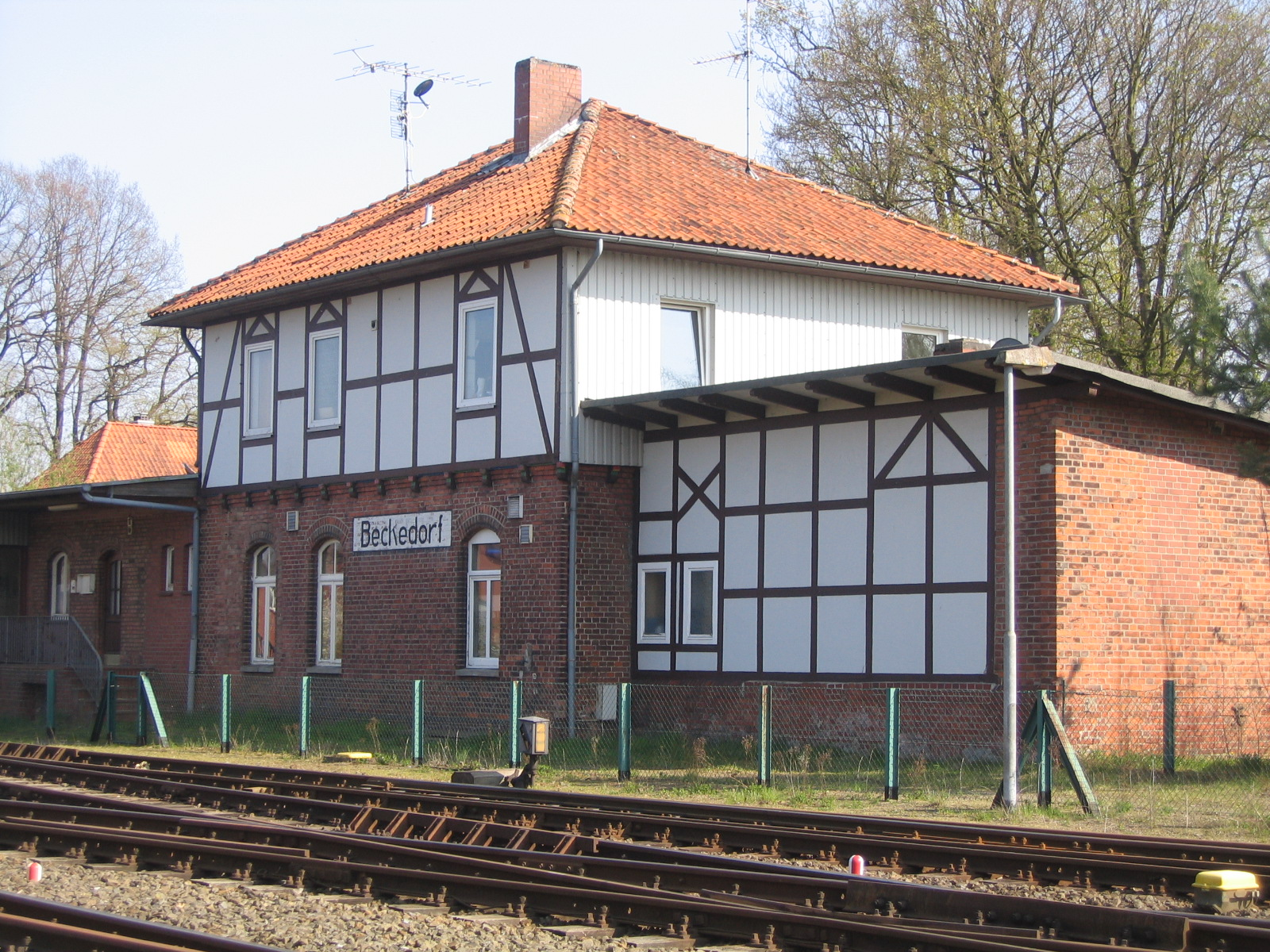
Bahnhof Beckedorf, heute eine Musikkneipe

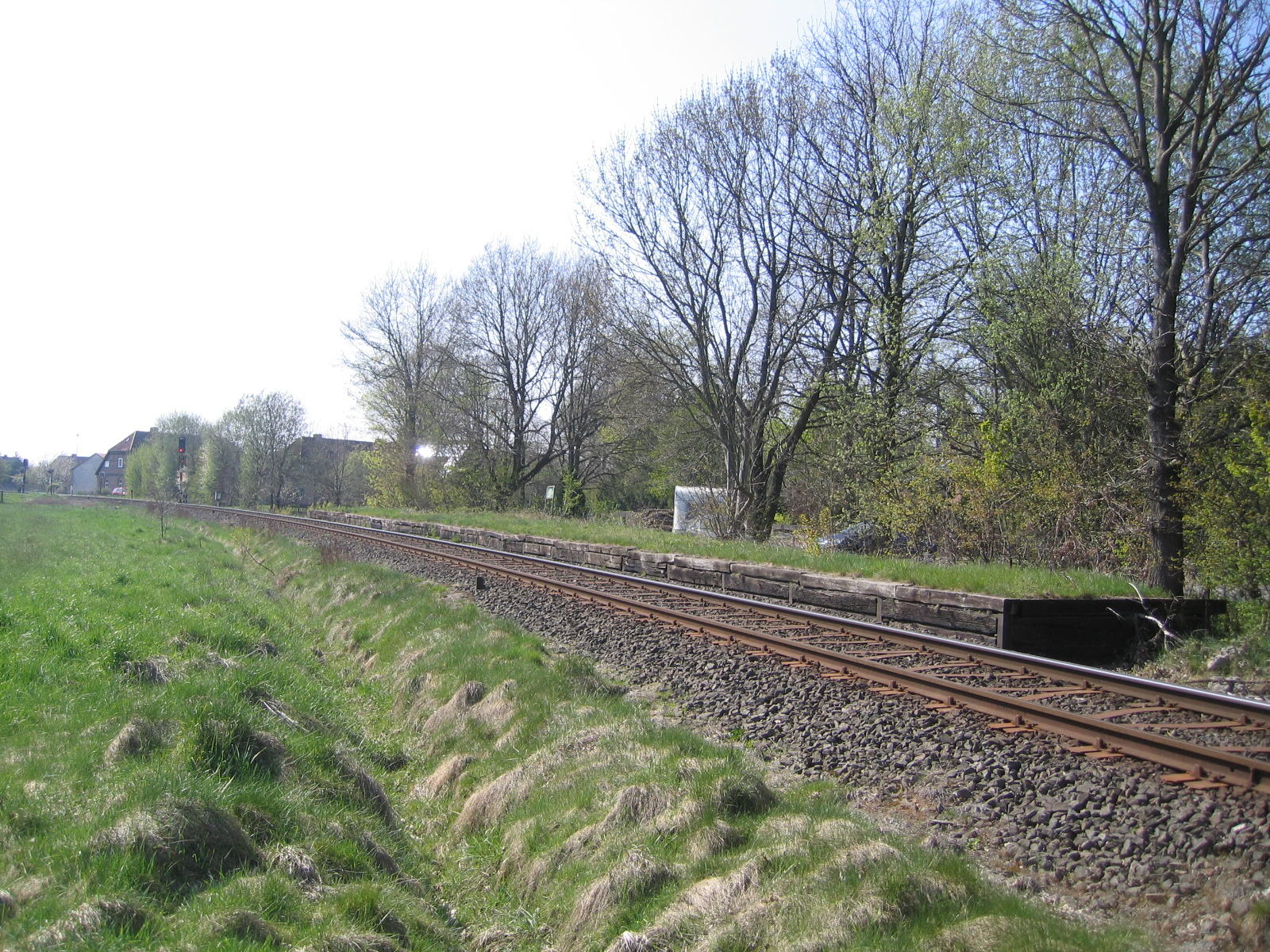
Ehemaliger Haltepunkt Wohlde

Die Initiative zum Bau einer Eisenbahn nach Bergen war vom Landkreis Celle ausgegangen. Die Eröffnung des Abschnittes Bergen-Beckedorf–Garßen fand am 23. April 1902 durch die Kleinbahn Garßen-Bergen statt. Der Endpunkt Garßen kam zustande, weil sich mit der Stadt Celle keine Einigung über die Streckenführung im Gebiet der Stadt erzielen ließ. Nach Genehmigung der Kleinbahn Celle–Wittingen ließ sich allerdings eine Lösung in Form der Einführung in deren Strecke finden. So wurde mehr als zwei Jahre später, am 13. Dezember 1904, die Strecke nach Celle-Vorstadt an der Bahnstrecke Celle–Wittingen in Betrieb genommen, damit war ein direkter Verkehr nach Celle möglich. Der Personenverkehr nach Garßen wurde damit aufgegeben, der Güterverkehr (Übergabe zur Staatsbahn) am 1. September 1910, endgültig abgebaut wurden die Bahnanlagen in Garßen allerdings erst in den 1930er Jahren.
Am 23. April 1910 erfolgte die Verlängerung der Bahnstrecke von Bergen nach Soltau und auch von Beckedorf nach Munster. Dazu war eine neue GmbH Kleinbahn Celle-Soltau und Munster gegründet worden, an der neben den bisherigen Eigentümern auch die Landkreise Fallingbostel und Soltau und mehrere Anliegergemeinden beteiligt waren. Mit der Kleinbahn Celle-Wittingen wurde eine Betriebsgemeinschaft vereinbart.
Im Zuge der Aufrüstung wurden mehrere Anschlüsse zu Militärlagern erstellt (Scheuen, Bergen). Der Verkehr wuchs dadurch stark. Seit 1940 wurde die Bahn nicht mehr als Kleinbahn, sondern als Eisenbahn des öffentlichen Verkehrs behandelt; das drückte sich in der neuen Firma Eisenbahn Celle-Soltau, Celle-Munster aus.
Zwischen 1989 und 1992 wurden große Teile der Strecke mit Y-Schwellen-Oberbau erneuert. Sie ist die am stärksten belegte Strecke der OHE.
Nachdem die wichtigsten Unterwegsbahnhöfe mit elektrischen Drucktasten-Stellwerken ausgerüstet waren, konnte 1969 eine Fernsteuerung der Strecke über eine Anlage der Firma Siemens von Celle aus in Betrieb genommen werden. Nur der Bahnhof Soltau Süd wurde durch das Stellwerk Ssf örtlich bedient. Seit 2000 wird aber auch das Stellwerk Ssf durch den Fahrdienstleiter in Celle Nord aus mitbedient. Es gibt einen ferngesteuerten Zentralblock mit Zugschlusssender. Diese Fernsteueranlage war die zweite bei deutschen Bahnen überhaupt. Die Strecke wird als letzte der OHE-Strecken im Zugmeldebetrieb nach der Fahrdienstvorschrift FV-NE betrieben.
Zum 1. Januar 2022 wurde das gesamte Streckennetz der OHE und damit auch die Bahnstrecke Celle–Soltau an die landeseigene Schieneninfrastruktur Ost-Niedersachsen verkauft, die die Strecke seitdem betreibt.

## Verkehr
Der Personenverkehr war anfangs gering (1904: 69.000 Personen), steigerte sich aber nach der Verlängerung bis Soltau und Munster auf 250.000 Personen pro Jahr. Durch Militärtransporte stiegen die Zahlen im Ersten und Zweiten Weltkrieg beträchtlich. Mindestens drei bis vier Zugpaare verkehrten täglich sowohl zwischen Celle und Soltau als auch Celle und Munster. Ab 1950 verkehrten auch Eilzüge Celle–Soltau–Lüneburg. Zwischen 1953 und 1959 gab es auch Personenverkehr zum Lagerbahnhof Bergen.
Die Personenzüge wurden ab 1959 in den DB-Bahnhof Celle und 1961 in den DB-Bahnhof Soltau eingeführt, das brachte Vorteile für umsteigende Reisende.
Zuletzt waren es überwiegend Triebwagen, teilweise mit Beiwagen, die den Verkehr übernahmen.
Erst ab 1967 wurden teilweise auch Busse eingesetzt, Stück für Stück wurde der Schienenverkehr dann zurückgenommen. In den 1970er Jahren wurde der Schienen-Personenverkehr eingestellt: Am 30. Mai 1975 zwischen Bergen und Soltau, und am 31. Mai 1976 der restliche Verkehr zwischen Celle und Bergen.
Im Güterverkehr wurden überwiegend landwirtschaftliche Produkte befördert, auch die Holzabfuhr spielte eine Rolle. Industrie gab es fast nur in Celle.
Daneben war der Militärverkehr zu den verschiedenen Anschlüssen der militärischen Einrichtungen bedeutend. Auch nach dem Zweiten Weltkrieg kamen noch militärische Anlagen hinzu, an mehreren Bahnhöfen wurden Laderampen für Panzer gebaut.
Bis 1978 gab es auch durchlaufende DB-Züge im Güterverkehr, da die Entfernungen geringer als auf DB-Strecken waren, dies machte zuletzt 135.000 t im Jahr aus. 2006 verkehrt noch dreimal wöchentlich ein Güterzug, dazu Bedarfsverkehre und von der OHE durchgeführte Transporte im Durchlauf von Strecken der Deutschen Bahn.